# Acrocephalus brevipennis

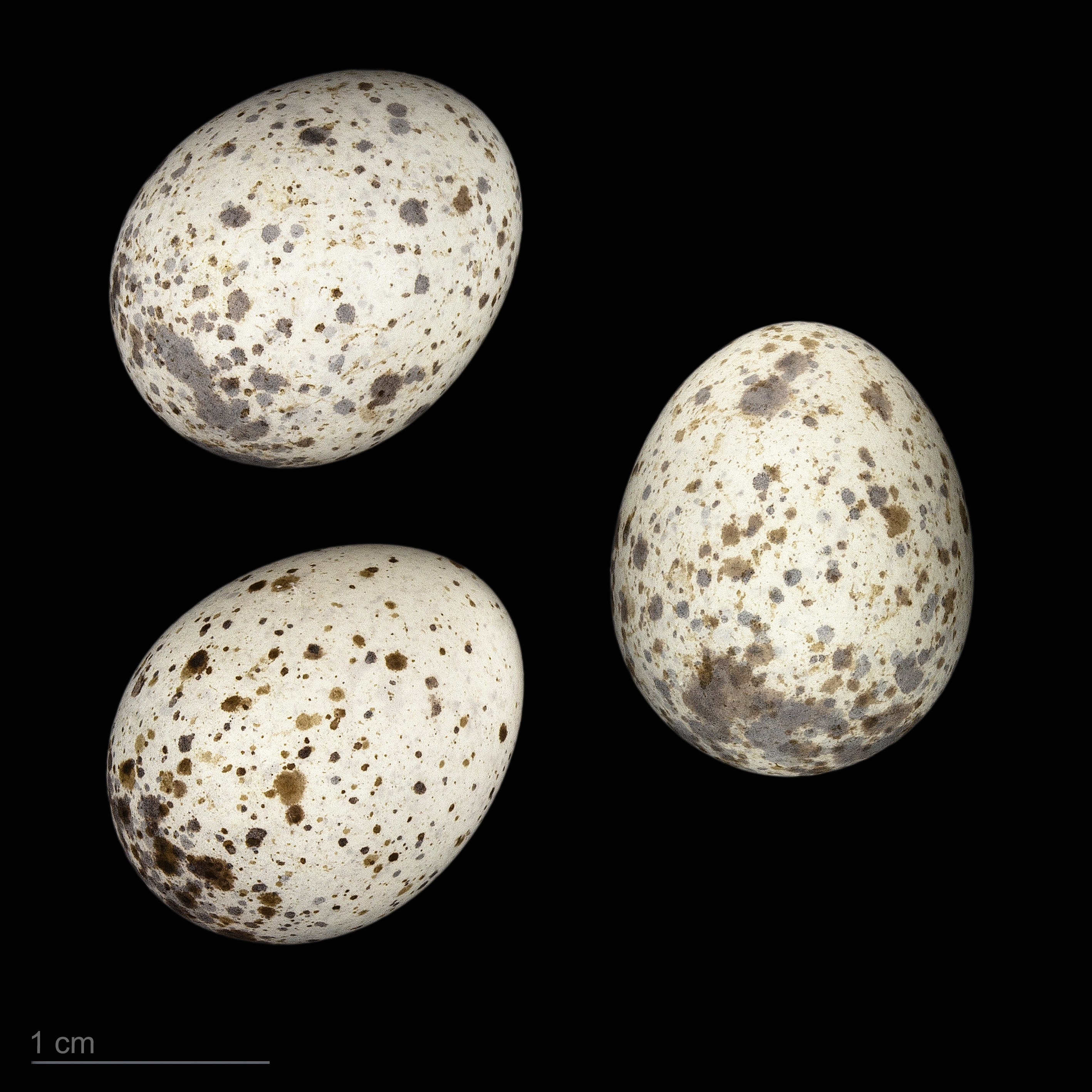
Acrocephalus brevipennis

Acrocephalus brevipennis là một loài chim trong họ Acrocephalidae.